# Distretto di Quinches
Il distretto di Quinches è uno dei trentatré distretti della provincia di Yauyos, in Perù. Si trova nella regione di Lima e si estende su una superficie di 113,33 chilometri quadrati.
Istituito il 2 gennaio 1857, ha per capitale la città di Quinches.